# Justicia carnea
Justicia carnea, com nomes comuns incluindo pluma-flor-brasileira, pluma-Brasil, flor-flamingo, e jacobinia — é uma planta com flor da família Acanthaceae.
A planta perene é nativa da eco-regiões da Mata Atlântica do leste do Brasil.